# Gold (Steely Dan)
Gold è un album di raccolta del gruppo musicale statunitense Steely Dan, pubblicato nel 1982.
Il disco è stato ripubblicato nel 1991 con il sottotitolo Expanded Edition, con quattro tracce aggiuntive.

## Tracce
Tutte le tracce sono state scritte da Walter Becker e Donald Fagen, eccetto dove indicato.

### Gold(1982)
Side 1
1. Hey Nineteen – 5:04
2. Green Earrings – 4:05
3. Deacon Blues – 7:26
4. Chain Lightning – 2:57

Side 2
1. FM (No Static at All) – 4:50
2. Black Cow – 5:07
3. King of the World – 5:03
4. Babylon Sisters – 5:51

### Expanded Edition (CD)(1991)
1. Hey Nineteen – 5:05
2. Green Earrings – 4:07
3. Deacon Blues – 7:32
4. Chain Lightning – 3:00
5. FM (No Static at All) (Remix) – 5:06
6. Black Cow – 5:08
7. King of the World – 5:03
8. Babylon Sisters – 5:51
9. Here at the Western World – 4:02
10. Century's End (Donald Fagen, Timothy Meher) – 5:31
11. True Companion (Donald Fagen) – 5:10
12. Bodhisattva (Live) – 7:42